# Coelopencyrtus watmoughi
Coelopencyrtus watmoughi is een vliesvleugelig insect uit de familie Encyrtidae. De wetenschappelijke naam is voor het eerst geldig gepubliceerd in 1968 door Annecke.